# Pape Malick Diop
Pour les articles homonymes, voir Diop.
Ne doit pas être confondu avec Pape Diop.
Pape Diop est un footballeur sénégalais né le 29 décembre 1974 à Cherif Lô (Sénégal). Il évolue en défense centrale.

## Biographie
Pape Diop compte 52 sélections (2 buts) entre 1998 et 2004 avec son équipe nationale.
Ce footballeur est un joueur emblématique du FC Lorient. Il remporte la Coupe de France en 2002 avec ce club.
Il signe au FC Metz à l'été 2006 qu'il contribue à faire remonter parmi l'élite. La saison 2007-2008 du club lorrain se révèle vite délicate et le club est relégué à l'issue de la 33e journée. Pape Diop est libéré de son contrat le 17 avril 2008 et part au Qatar à la recherche d'un club.

## Carrière
- 1995-1998 : ASC Jeanne d'Arc ( Sénégal)
- 1998-1999 : Al Nasr Riyad ( Arabie saoudite)
- 1999-2000 : Norwich City ( Angleterre)
- juin 2000-déc. 2000 : RC Strasbourg ( France)
- déc. 2000-déc. 2001 : Neuchâtel Xamax ( Suisse)
- déc. 2001-2005 : FC Lorient ( France)
- 2005-2006 : EA Guingamp ( France)
- 2006-avril 2008 : FC Metz ( France)

## Palmarès

### En club
- Vainqueur de la Coupe de France en 2002 avec le FC Lorient
- Champion de France de Ligue 2 en 2007 avec le FC Metz
- Finaliste de la Coupe de la Ligue en 2002 avec le FC Lorient

### EnÉquipe du Sénégal
- 56 sélections et 2 buts entre 1998 et 2006
- Participation à la Coupe d'Afrique des Nations en Coupe d'Afrique des nations 2002 (Finaliste), en 2004 (1/4 de finaliste) et en 2006 (4e)
- Participation à la Coupe du Monde en 2002 (1/4 de finaliste)